# Labor-Day-Hurrikan
Der Labor-Day-Hurrikan von 1935 war ein sehr kompakter und intensiver Hurrikan, der auf der Inselkette der Florida Keys katastrophale Schäden verursachte. Er war einer von nur drei Stärke-5-Hurrikans, die im 20. Jahrhundert die USA trafen, einer von nur wenigen dokumentierten Stürmen mit einem zentralen Druck unter 900 hPa, und der einzige Hurrikan mit einem derart niedrigen Druck, der die USA jemals direkt traf. Wegen seiner Wucht wird dieser Sturm auch als „Sturm des Jahrhunderts“ bezeichnet.

## Entstehung des Hurrikans

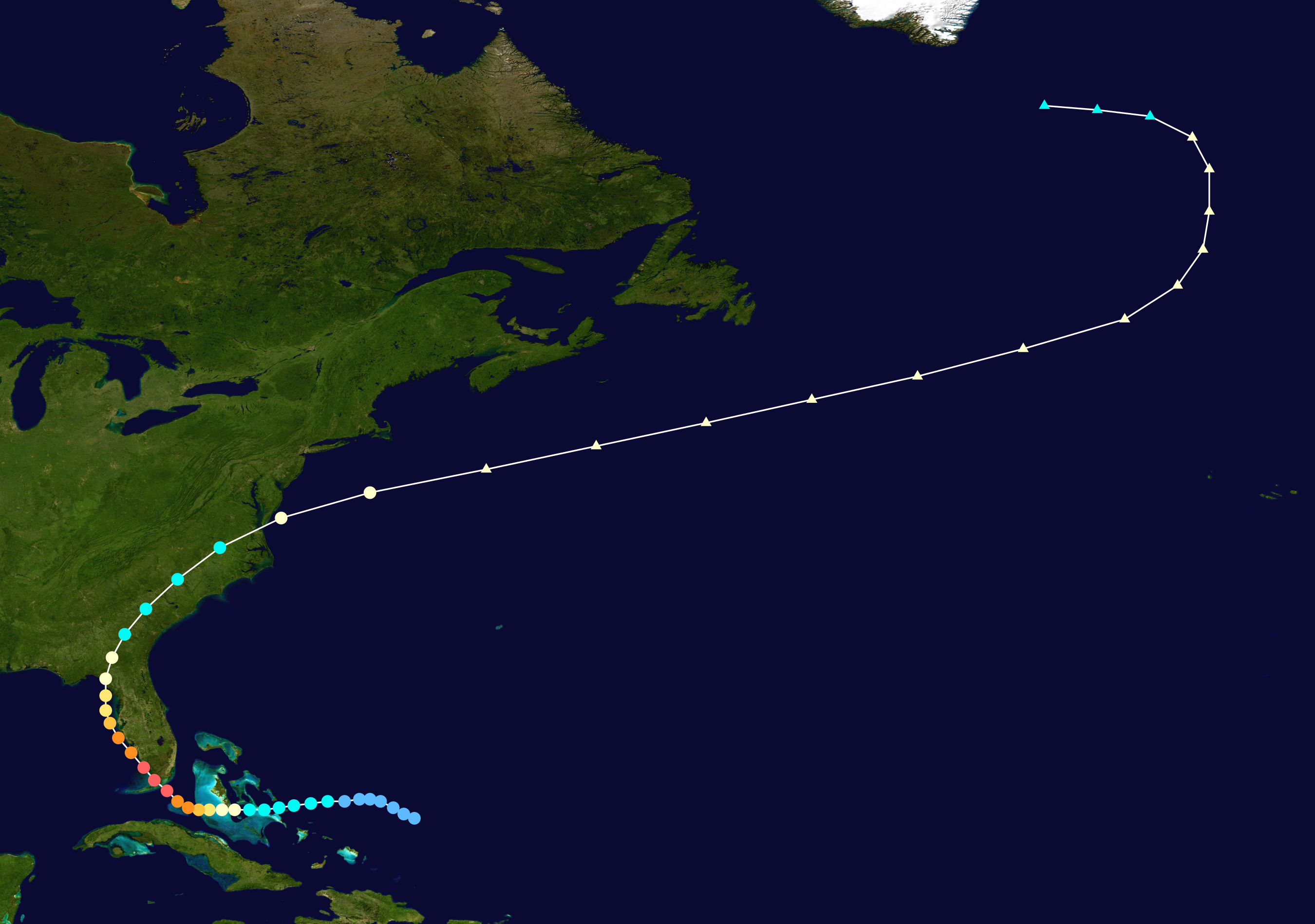
Weg des Sturms

Der Sturm formierte sich Ende August östlich der Bahamas aus einer kleinen tropischen Störung und zog westlich über die Inseln in Richtung Golfstrom hinweg. Amerikanische Meteorologen wurden auf die Störung aufmerksam und wurden sich der Möglichkeit eines tropischen Sturms bewusst.
Im Gebiet der Andros Islands auf den Bahamas gewann diese Störung an Stärke. Er drehte dann nach Nordwesten ein und nahm Kurs auf Islamorada in den oberen Keys, wo er am „Labor Day“ (Montag, 2. September) gegen 20 Uhr Ortszeit auf Land traf.
Die angenommene maximale anhaltende Windgeschwindigkeit beim Landgang wurde auf bis zu 300 km/h geschätzt. Spätere Berechnungen der NOAA Hurricane Research Division (HRD) gehen von rund 260 km/h aus. Der Luftdruck im Zentrum wurde bei 892 hPa gemessen und stellte somit den niedrigsten in der westlichen Hemisphäre beobachteten Druck dar, bis 1988 Hurrikan Gilbert diesen Rekord unterbot. Einem unbestätigten Bericht nach lag der minimale Druck im Zentrum sogar bei 880 hPa.

## Landgang
| Rang           | Hurrikan    | Saison | Min. Luftdruck hPa (mbar) |
| -------------- | ----------- | ------ | ------------------------- |
| 1              | Wilma       | 2005   | 882                       |
| 2              | Gilbert     | 1988   | 888                       |
| 3              | „Labor Day“ | 1935   | 892                       |
| 4              | Rita        | 2005   | 895                       |
| 5              | Allen       | 1980   | 899                       |
| 6              | Camille     | 1969   | 900                       |
| 7              | Katrina     | 2005   | 902                       |
| 8              | Mitch       | 1998   | 905                       |
| 8              | Dean        | 2007   | 905                       |
| 10             | Maria       | 2017   | 908                       |
| Quelle: HURDAT |             |        |                           |

Die Hauptverkehrsader, die zu dieser Zeit die Florida Keys mit dem Festland verband, war die eingleisige Bahnstrecke Miami–Key West, die „Florida Overseas Railroad“, die zur Florida East Coast Railway gehörte. Ein Zug mit zehn Personenwagen, der von Homestead aus zur Evakuierung der Keys ausgeschickt worden war, wurde durch eine Sturmflut aus den Gleisen gespült.
Insgesamt verloren mindestens 423 Menschen (164 Einwohner und 259 Veteranen) ihr Leben durch den Hurrikan. Noch in Flamingo und Cape Sable, am südwestlichen Ende des Festlands von Florida, wurden Körper angespült. Durch einen glücklichen Zufall besuchten etwa 350 der 718 Veteranen anlässlich des Tags der Arbeit ein Baseball-Spiel in Miami, als der Sturm zuschlug. Ohne dieses Ereignis wären vermutlich viele von ihnen ums Leben gekommen, da ihre Unterkünfte auf den Keys lediglich klapprige Baracken waren.
Der Hurrikan hinterließ eine Schneise der Verwüstung in den Upper Keys, insbesondere dort, wo sich heute die Stadt Islamorada befindet. Nahezu alles wurde beschädigt; Brücken und Schienentrassen wurde weggespült. Die Bahnstrecke, Straßen und Fähren, welche die Keys miteinander verbinden, wurden zerstört. Dabei wurde lediglich das Gebiet um Islamorada stark verwüstet, da die Schneise enger als bei den meisten anderen tropischen Wirbelstürmen war. Sein Auge hatte einen Durchmesser von acht Meilen und die stärksten Windgeschwindigkeiten wurden lediglich 15 Meilen entfernt vom Zentrum erreicht, weniger als bei Hurrikan Andrew 1992, welcher ebenfalls ein relativ kleiner aber ebenso katastrophaler Stufe-5-Hurrikan war. Viele Gebiete der Keys wurden vom Hurrikan praktisch nicht getroffen. Es gab keinerlei Zerstörungen in Key West und den meisten Gebieten der unteren oder mittleren Keys.
Nach der Verwüstung der Keys zog der Hurrikan an Floridas Westküste entlang nach Norden und traf als Kategorie-2-Hurrikan am 4. September im Norden des Bundesstaates erneut auf Land. Danach zog er über Georgia (mit größeren Wind- und Wasserschäden), South-, North-Carolina und an der Küste von Virginia zurück auf den Atlantik. Südlich von Grönland wurde der Sturm schließlich am 10. September zu einem außertropischen System.
| Rang                            | Hurrikan            | Saison | Opfer       |
| ------------------------------- | ------------------- | ------ | ----------- |
| 1                               | „Galveston“         | 1900   | 8000–120001 |
| 2                               | „Okeechobee“        | 1928   | > 25001     |
| 3                               | Katrina             | 2005   | 1836        |
| 4                               | „Cheniere Caminada“ | 1893   | 1100–14001  |
| 5                               | „Sea Islands“       | 1893   | 1000–20001  |
| 6                               | „Florida Keys“      | 1919   | 778         |
| 7                               | „Georgia“           | 1881   | 7001        |
| 8                               | Audrey              | 1957   | 416         |
| 9                               | „Labor Day“         | 1935   | 408         |
| 10                              | „Last Island“       | 1856   | 4001        |
| 1geschätzt, gesamt Quelle: NOAA |                     |        |             |